# Jadanî, Dîkanka
Jadanî (în ucraineană Жадани) este un sat în comuna Petro-Davîdivka din raionul Dîkanka, regiunea Poltava, Ucraina.

## Demografie
Componența lingvistică a localității Jadanî
     Ucraineană (94,93%)
     Rusă (4,35%)
     Alte limbi (0,72%)
Conform recensământului din 2001, majoritatea populației localității Jadanî era vorbitoare de ucraineană (94,93%), existând în minoritate și vorbitori de rusă (4,35%).